# Boston Scientific
Die Boston Scientific Corporation ist ein US-amerikanischer Medizintechnikhersteller. Das Unternehmen ist an der New Yorker Börse notiert und im S&P 500 gelistet, der Hauptsitz befindet sich in Marlborough, Massachusetts.

## Geschichte
Gegründet wurde Boston Scientific am 29. Juni 1979 von John Abele und Peter Nicholas. Abele war zuvor bei dem 1969 von Itzhak Bentov gegründeten Medizintechnikunternehmen Medi-Tech beteiligt und benötigte für die weitere Entwicklung einen Investor. Medi-Tech hatte auf dem Gebiet der interventionellen Medizin bereits bedeutende Pionierarbeit geleistet und präsentierte 1978 einen peripheren Angioplastie-Ballon aus Polyethylen. Medi-Tech wurde 1979 eine Tochtergesellschaft der Holdinggesellschaft Boston Scientific.
Das Unternehmen erwarb 2006 den langjährigen Konkurrenten Guidant für rund 28 Milliarden US-Dollar. Das frühere Unternehmen Guidant wurde zwischen den Unternehmen Boston Scientific und Abbott Laboratories aufgeteilt.

## Produkte
Das Unternehmen bietet gemäß eigenen Angaben Lösungen für die folgenden medizinischen Fachrichtungen an:
| Fachrichtung                                              | Produkte |
| --------------------------------------------------------- | --- |
| Elektrophysiologie                                        | Herzschrittmacher (mit transvenösen Elektroden oder, in klinischer Erprobung als sog. leadless pacemaker, als System in Kombination mit einem SICD), ICDs (transvenös, subkutan), Stimulatoren für kardiale Resynchronisationstherapie, implantierbare kardiale Monitore, Elektroden, Mapping-Systeme, Katheter (u. a. für Ablation, Diagnostik und Mapping) |
| Gastroenterologie                                         | Gastrointestinale Stents, Katheter (dilatationsunterstützte Steinextraktion mit Ballon, Hochfrequenzablation), Clips, Systeme zur direkten Visualisierung in der Cholangio-Pankreatoskopie, enterale Zugänge und Magensonden, Führungsdrähte, Hilfsmittel zur Infektionsprävention, Kanülen, medizinische Zangen und Schlingen                               |
| Gefäßchirurgie                                            | Atherektomiesysteme, Thrombektomiesysteme, endo-/vaskuläre Stents, Systeme zur Behandlung chronischer Verschlüsse von Koronargefäßen (CTO), Katheter (Ballons), Führungsdrähte |
| Gynäkologie                                               | Polypektomiewerkzeuge |
| Interventionelle Kardiologie                              | Unbeschichtete und medikamenten-beschichtete Stents (koronare, periphere), Katheter (Führung, Bildgebung, fraktionelle Flussreserve), Ballons, Führungsdrähte, Führungssysteme für die PTCA, Herzklappensysteme |
| Interventionelle Radiologie                               | Atherektomiesysteme, Thrombektomiesysteme, Stents, Ballons, Systeme zur Behandlung chronischer Verschlüsse von Koronargefäßen (CTO); Katheter (Ballon, Drainage, steuerbare Mikrok.) , renale Denervierungssysteme |
| Medizin für das weibliche Becken (Female Pelvic Medicine) | Harnröhrenschlingsysteme, Weichgewebetransplantate |
| Neurologische Chirurgie                                   | Systeme und Zubehör für die Tiefe Hirnstimulation und Rückenmarkstimulation |
| Orthopädische Chirurgie                                   | Systeme und Zubehör für die Rückenmarkstimulation |
| Pulmologie                                                | Systeme für bronchiale Thermoplastie, tracheobronchiale Stents, transbronchiale Aspirationsnadeln, Ballons, endoskopische Zangen- und Korbsysteme, Zytologiebürsten |
| Schmerzmedizin                                            | Systeme und Zubehör für die Rückenmarkstimulation |
| Strukturelle Herzerkrankungen (Structural Heart)          | Intravaskulärer Ultraschall, Vorhofohr-Verschlusssysteme |
| Urologie                                                  | Dilatoren, Einführhilfen, Stents, Steinentfernungssysteme (Antiretropulsionssysteme), künstliche Schließmuskel, Katheter (u. a. für die perkutane Nephrostomie), Führungsdrähte, kombinierte Ultraschall-/pneumatische Lithotripter, Laser, Penisprothesen                                                                                                   |

Laut Unternehmensangaben werden zzt. insgesamt Produkte in über 70 Produktkategorien hergestellt und vertrieben, wofür im Jahr 2023 ca. 1,414 Milliarden US-Dollar für Forschung und Entwicklungsprojekte ausgegeben wurden. Im Jahr 2019 wurden 87 neue Produkte des Unternehmens auf dem Markt eingeführt.
Boston Scientific zählt weltweit die Unternehmen Abbott Laboratories und Medtronic zu seinen Hauptwettbewerbern. In den Jahren 2016 bis 2020 wurde Boston Scientific für das Bereitstellen von medizinischer Technologie, die Patienten mit anderweitig nicht behandelbaren Erkrankungen zugutekommt und Gesundheitskosten reduziert, fünfmal in Folge in die Liste der Top 100 Global Innovators aufgenommen und wird dabei unter den Top 10 der Industriesparte Medical and biotechnology geführt. Diese Liste zielt darauf ab, weltweit die führenden Organisationen auszuzeichnen, die die Welt mit Innovationen bereichern.
2018 verlieh The Galien Foundation, eine nach dem Arzt und Anatomen Galenos benannte Non-Profit-Organisation, die herausragende wissenschaftliche Innovationen auszeichnet, die den Zustand der menschlichen Gesundheit verbessern, den PrixGalien Award in der Kategorie Best Medical Technology an Boston Scientific. Die Auszeichnung wurde erteilt für deren Entwicklung eines minimal-invasiven Vorhofohr-Verschlussverfahrens mittels Schirmchen (sog. Okkluder), das in Patienten mit Vorhofflimmern eingesetzt werden kann und deren Schlaganfallrisikio senkt. Im Jahr 2019 erhielt das Unternehmen die von der Non-Profit-Organisation Edison Universe vergebenen Edison Awards für ein Ureteroskop (Silber-Award) sowie für ein gastrointestinales Stentsystem inklusive eines erweiterten Platzierungssystems mit Elektrokauter (Bronze Award).

## Patentstreitigkeiten
Im Frühjahr 2013 kam es aufgrund von Urteilen gegen Boston Scientific durch Verletzungen von Patenten des US-amerikanischen Medizinproduktehersteller Orbus Neich Medical Incorporation zu einer kurzfristigen Unterbrechung des weltweiten Vertrieb einiger Stentprodukte bis Juni 2013. Im Jahr 2017 unterlag das Unternehmen Edwards Lifesciences in Deutschland mehrheitlich in einem Streit mit Boston Scientific, der mehrere Klagen um Herzklappentechnologien und diesbezügliche Patente beider Parteien betraf. 2018 zog in diesem Streit das Europäische Patentamt ein Patent der Edwards Lifesciences u. a. auf Antrag von Boston Scientific zurück und auch US-amerikanische Gerichte befanden, dass Edwards-Produkte Boston Scientific Patente verletzten. Die im Vorjahr getroffenen Entscheidungen wurden im Verlauf des Jahres erneut von deutschen Gerichten bestätigt. 2019 wurde der Streit dann außergerichtlich beigelegt gegen eine Zahlung von 180 Mio. US-Dollar von Edwards Lifesciences an Boston Scientific.

## Unternehmenskultur
Von den eigenen Mitarbeitern wird das Unternehmen recht positiv bewertet. In der Umfrage 2019 Best Places to Work - Employee's Choice, die durch die Webseite Glassdoor durchgeführt wird und bei der ehemalige oder aktuelle Mitarbeiter eines Unternehmens Bewertungen über den Arbeitgeber abgeben können, landete Boston Scientific auf dem 43. Rang von 100 gelisteten Unternehmen mit einer Durchschnittsnote von 4,3 von 5 möglichen Sternen. In den Umfragen für nachfolgende Jahre wird das Unternehmen allerdings nicht mehr genannt.

### Soziales Engagement
Boston Scientific hat den selbsterklärten Anspruch einer integrativen Unternehmenskultur und strebt zu deren weiteren Verbesserung aktiv eine Erhöhung der Vielfalt auf der Ebene der Vorgesetzten und Führungskräfte an. Hierzu hat sich das Unternehmen 2018 folgende Ziele gesetzt:
- Führungsrolle durch Zugehörigkeit zu den Top-10-Unternehmen bei der Einbindung von Arbeitnehmern folgender Personengruppen: Frauen, People of color, Personen mit Behinderung und Angehörige der LGBTQ-Gemeinschaft.
- Erhöhung des Anteils von People of color mit Vorgesetzten- oder Managerfunktion auf 20 % in den USA einschließlich Puerto Rico (Stand Ende 2020: 21,4 %, +0,6 % gegen 2019)[26].
- Erhöhung des Anteils von Frauen mit Vorgesetzten- oder Managerfunktion auf 40 % weltweit (Stand Ende 2020: 39,9 %, +1,8 % gegen 2019)[26].

2021 führte das Wirtschaftsmagazin Forbes das Unternehmen in seinen Listen America's Best Large Employers (Platz 196 von 500)  sowie Best Employers For Diversity (Platz 8 von 500), letzteres insbesondere für die Bemühungen, eine Unternehmenskultur zu pflegen, die alle Arbeitnehmer willkommen heißt und unterstützt.
In ähnlicher Weise zeichnete das amerikanische Informationsdienstleistungs-, Nachrichten- und Medienunternehmen Bloomberg Boston Scientific durch seine Aufnahme in Bloomberg’s Gender-Equality Index 2020 aus, der Unternehmen enthält, die öffentlich ihr Engagement für die Gleichstellung und die Förderung von Frauen am Arbeitsplatz demonstrieren. Der Index listet insgesamt 325 Unternehmen aus 50 Branchen und 42 Ländern und Regionen auf.
Boston Scientific hatte Ende 2023 laut eigenen Informationen hat einen Frauenanteil von 49,3 % unter seinen Beschäftigten, 36 % des Board of Directors und 26,3 % des Executive Committee sind mit Frauen besetzt. Das Unternehmen wurde vom US-Magazin Working Mother mehrfach in seine Top-Listen der besten Unternehmen aufgenommen. Im Jahr 2020 wurde Boston Scientific hier in die Listen „Best Companies for Multicultural Women“, „Working Mother 100 Best Companies“, „Best Companies for Dads“ und „Top Companies for Executive Women“ sowie in den Diversity Best Practices Inclusion Index aufgenommen.
Auch für Angehörige der LGBTQ befindet die Human Rights Campaign Boston Scientific als einen der Best Places to Work for LGBTQ Equality in ihrer 2021er Ausgabe der gleichnamigen Liste und das Unternehmen erreicht eine 100-prozentige Bewertung bei der Erfüllung der notwendigen Kriterien.
Das Magazin Newsweek führt das Unternehmen in seiner für 2021 veröffentlichten Liste America's Most Responsible Companies auf Platz 62 von 300 (Platz 11 innerhalb der Branche Health Care & Life Sciences). Die Liste enthält Unternehmen, die in den Gemeinden, in denen sie tätig sind, als gute Nachbarn und Bürger auftreten sowie etwas an die lokale Allgemeinheit zurückgeben.
Die folgende Tabelle enthält einen Auszug der Auszeichnungen, die in den letzten Jahren für Boston Scientific im Bereich „Soziales Engagement“ verliehen wurden:
| Name der Auszeichnung                          | Ausgestellt durch               | Jahr der Auszeichnung |
| ---------------------------------------------- | ------------------------------- | --------------------- |
| America’s Greatest Workplaces for Women        | Newsweek                        | 2023                  |
| America’s Most JUST Companies                  | JUST Capital                    | 2020–2022, 2024       |
| Best Employers for Diversity                   | Forbes                          | 2018–2024             |
| Best Places to Work for Disability Inclusion   | Disability Equality Index (DEI) | 2016–2023             |
| Best Places to Work for LGBTQ+ Equality        | Human Rights Campaign (HRC)     | 2015–2024             |
| Financial Times Leader in Diversity Index      | Financial Times                 | 2024                  |
| Gender Equality Index                          | Bloomberg                       | 2019–2023             |
| Glassdoor Employees’ Choice Best Place to Work | Glassdoor                       | 2018–2019, 2022, 2024 |
| Seramount Inclusion Index                      | Seramount Inclusion Index       | 2018–2023             |
| The Sustainability Yearbook                    | S&P Global                      | 2020–2024             |
| World’s Most Admired Companies                 | FORTUNE                         | 2016–2024             |

### Umweltengagement
In den USA führt das Magazin Newsweek das Unternehmen auf Rang 16 von 500 in seiner Liste Green Ranking 2017, die die Umweltschutzbemühungen der weltweit größten, börsennotierten Unternehmen bewertet. Im Jahr 2020 gelten laut eigenen Angaben des Unternehmens rund 370.000 m² seiner Immobilien weltweit als allgemein klimaneutral zertifiziert, darunter auch solche, die speziell die Bedingungen nach ISO 50001 erfüllen in Costa Rica und Irland. Insbesondere in Irland, wo das Unternehmen mehrere Produktionsstätten betreibt, zählt es zu den Unterzeichnern des dortigen Low Carbon Pledge: Die Unterzeichner der Vereinbarung verpflichten sich die Intensität von Emissionen bis zum Jahr 2030 um 50 % zu reduzieren, die direkt aus Quellen stammen, die sich im Besitz oder unter der Kontrolle des Unternehmens befinden (z. B. Brennstoffe in Heizkesseln oder Fahrzeuge, die dem Unternehmen gehören) oder die durch eingekauften Strom erzeugt werden, der von dem Unternehmen verbraucht wird. Insgesamt verfolgt das Unternehmen die selbstgesteckten Ziele, im Jahr 2024 zu 100 % Energie aus erneuerbaren Quellen einzusetzen sowie bis zum Jahr 2030 CO2-Neutralität in der Produktion sowie an Schlüsselstandorten der Vertriebskette zu erreichen.
Im April 2020 vermeldete das Unternehmen, eine neue  Vereinbarung über den Bezug von 42 Megawatt (MW) Solarstrom unterzeichnet zu haben. Diese Menge entspricht etwa 120.000 Megawattstunden erneuerbarer Elektrizität pro Jahr. Mit dieser Energiemenge könnten ca. 18.000 Privathaushalte im gleichen Zeitraum versorgt werden. Diese Initiative soll die selbstgesteckten Ziele einer globalen kohlenstoffneutralen Fertigung und gleichfalls des Vertriebs der Produkte bis zum Jahr 2030 unterstützen. Des Weiteren wurde laut Unternehmensangaben im Heimatbundesstaat Massachusetts ein Teil eines Energieportfolio mit einem Gesamtumfang von 12,9 MW gezeichnet, das dazu dient, die Nachfrage nach erneuerbarer Energie zu steigern und den Zugang zu lokalem, sauberem Strom im ganzen Bundesstaat zu verbessern.

### Initiativen während der COVID-19-Pandemie
Als Reaktion auf die im Winter 2020 aufgetretene COVID-19-Pandemie startete das Unternehmen die nachfolgenden Initiativen oder beteiligte sich substantiell an ihnen.

#### Coventorals Alternative zu traditionellen Beatmungsgeräten
Mit dem University of Minnesota Bakken Medical Device Center und anderen Unternehmen wurde eine Zusammenarbeit gestartet, um eine Beatmungsgeräte-Alternative auf den Markt zu bringen, die als ein einarmiger Roboter arbeitet und die Notwendigkeit einer manuellen Beatmung in Notfallsituationen ersetzt. Das Coventor genannte Gerät wurde in kürzester Zeit entwickelt und bereits 30 Tage nach Konzeption durch die US-amerikanische Gesundheitsbehörde FDA zugelassen. Das mechanische Beatmungsgerät ist für geschulte medizinische Fachkräfte auf Intensivstationen einfach zu bedienen. Es hat eine kompakte Bauweise und ist relativ kostengünstig in Herstellung und Vertrieb. Die Kosten betragen nur ca. 4 % eines normalen Beatmungsgerätes. Zudem benötigt dieses Gerät keinen unter Druck stehenden Sauerstoff oder Luftzufuhr, wie es normalerweise der Fall ist. Eine erste Serie wurde durch Boston Scientific hergestellt. Die Pläne sind online ohne Lizenzgebühren für die Allgemeinheit frei verfügbar sein.

#### Ergänzung bestehender Lieferkettenkapazitäten
Laut Unternehmensangaben entstand eine Kooperation mit einem globalen Hersteller kommerzieller Respiratoren zur Beschaffung und Herstellung von Produktkomponenten, wodurch dessen Lieferkettenkapazität erweitert wurde, um die erhöhte Produktion von transportablen Respiratoren zu ermöglichen.

#### Schutzbekleidung
Im Bereich der Schutzbekleidung für Personen, die mit infizierten Patienten zusammentreffen, wurden an drei US-Produktionsstätten nach Angaben des Unternehmens Gesichtsschutzschilde in Zusammenarbeit mit der gemeinnützigen GetUsPPE.org und dem Kunststoffverpackungsunternehmen Prent Corporation hergestellt.
Unter der Leitung der Universität Stanford wurde in einer internationalen Koalition von medizinischen Experten, Klinikern und führenden Vertretern der Industrie in kürzester Zeit der Gesichtsschutz Pneumask durch Boston Scientific maßgeblich mitentwickelt und auch ausgeliefert. Das Gerät kombiniert eine Schnorchelmaske für das ganze Gesicht mit einem speziell geformten Adapter, den der Träger an einem medizinisch hochwertigen Luftfilter befestigen kann.